# 房恭懿
房恭懿（?—?），字慎言，河南郡洛阳县（今河南省洛阳市）人，北齐、隋朝官员。

## 生平
房恭懿之父房谟，官至北齐吏部尚书。房恭懿性情沉深，有器量，心胸开阔适合从政。在北齐出仕开府参军事，历任平恩县令、济阴郡太守，都有能干的名声。北齐灭亡，不得升迁。尉迟迥之乱，房恭懿参与，尉迟迥兵败，房恭懿被废于家。隋文帝开皇初年，吏部尚书苏威推荐他，授任新丰县令，政绩是三辅地区最好的。文帝听闻于是嘉赏，赐织物四百段，房恭懿以所得赏赐分给穷人。不久，再赐米三百石，房恭懿又用来赈济穷人。文帝听说制止了。当雍州所属县令每月初一朝谒天子时，文帝见到房恭懿，一定把他叫到坐榻前，向他征询治理百姓的方略。苏威重新推荐他，朝廷提拔他为泽州司马，有特别政绩，赐织物百段，良马一匹。后任命他为德州司马，在职一年多，卢恺再奏房恭懿政绩为天下之最。文帝很惊讶，再赐百段，对各州朝集使说：“房恭懿一心想着国家，爱护黎民百姓，这实在是上天和祖先保佑我大隋。朕如果视而不见，不加奖赏，那末上天和祖先一定会责备我。你们都应该向他学习。”于是提升房恭懿为使持节海州诸军事、海州刺史。不久，国子博士何妥上奏房恭懿是尉迟迥同党，不当为官，苏威、卢恺二人朋党，以私情相荐举。文帝大怒，房恭懿最终获罪，发配防守岭南。不久，征回京师，走到洪州，得病而卒。时人以为他是冤枉的。

## 家庭

### 兄弟姐妹
- 房氏，嫁陇西李士操[1]
- 房子远，东魏开府参军
- 房广渊，北齐侍御史[1]
- 房明允，北齐太尉法曹参军[1]
- 房宣慈[1]

## 延伸阅读
[在维基数据编辑]
 《隋書·卷73》，出自魏徵《隋书》

1. 1 2 3 4  大同北朝艺术研究院. . 北京: 文物出版社. 2016年5月: 168–169. ISBN 978-7-5010-4630-0 （中文（简体））.